# Sarosa helotes
Sarosa helotes är en fjärilsart som beskrevs av Druce 1900. Sarosa helotes ingår i släktet Sarosa och familjen björnspinnare. Inga underarter finns listade.